# Юн, Томаш
Томаш Юн (чеш. Tomáš Jun; родился 17 января 1983 года в Праге, Чехословакия) — чешский футболист, выступавший на позиции нападающего. Играл за сборную Чехии.

## Клубная карьера

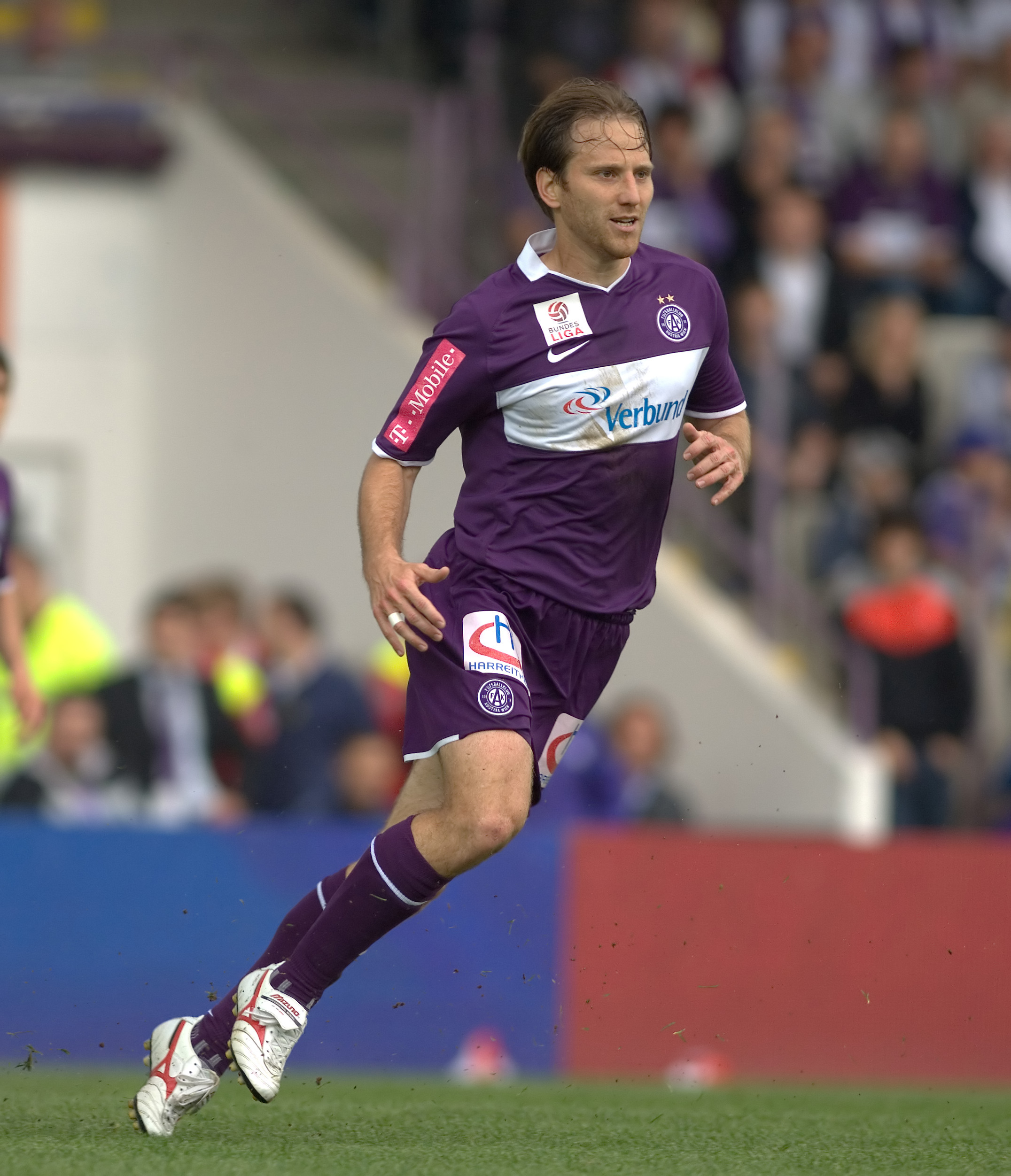
Юн в составе «Аустрии»

Юн — воспитанник пражской «Спарты». В возрасте 16 лет он дебютировал за клуб в Гамбринус лиге. В своём дебютном сезоне Юн стал чемпионом Чехии. 25 октября 2000 года в матче Лиги чемпионов против лондонского «Арсенала» Томаш дебютировал на международном уровне в возрасте 17 лет. Для получения игровой практики он на правах аренды выступал за «Баумит Яблонец». После возвращения в «Спарту» Юн стал одним из лидеров клуба и помог команде ещё четырежды завоевать золотые медали чемпионата и дважды выиграть Кубок Чехии. В сезоне 2004/2005 года он стал лучшим бомбардиром чешского первенства, а годом ранее получил приз футбольному таланту сезона в Чехии.
В 2005 году Томаш перешёл в турецкий «Трабзонспор». Сумма трансфера составила 3,5 млн. евро. Контракт был подписан на пять лет. В следующих 16 матчах турецкой Суперлиги Юн не забил ни одного мяча и потерял место в основе. В том же году он на правах аренды перешёл в «Бешикташ», в составе которого Томаш Кубок и Суперкубок Турции. Следующие сезоны Юн провёл на правах аренды в родной «Спарте», с которой в шестой раз стал чемпионом Чехии и «Теплице». Последняя команда выкупила трансфер Томаша после того, как он помог ей выиграть национальный кубок.
В 2009 году он потерял место в основе клуба и на правах аренды перешёл в австрийский «Альтах». 27 февраля в матче против венской «Аустрии» Томаш дебютировал в австрийской Бундеслиге. 15 марта в поединке против зальцбургского «Ред Булла» он забил свой первый гол за «Альмах». Следующий сезон на правах аренды Юн провёл в столичной «Аустрии», которая по окончании сезона выкупила его контракт у «Теплице». В 2013 году Томаш стал чемпионом Австрии.
В 2014 году Юн вернулся на родину, где стал игроком своего бывшего клуба «Баумит Яблонец», а в начале 2015 вновь уехал в Австрию, выступать за команду второго дивизиона «Ритцинг».

## Международная карьера
В 2002 году в составе молодёжной сборной Чехии Юн выиграл молодёжный чемпионат Европы в Швейцарии.
17 ноября 2004 года в матче отборочного турнира чемпионата мира 2006 года против сборной Македонии Юн дебютировал за сборную Чехии. 9 февраля 2005 года в товарищеском матче против сборной Словении Томаш забил свой первый гол за национальную команду.

### Статистика выступлений за сборную
| Матчи Томаша Юна за сборную Чехии | Матчи Томаша Юна за сборную Чехии | Матчи Томаша Юна за сборную Чехии | Матчи Томаша Юна за сборную Чехии | Матчи Томаша Юна за сборную Чехии | Матчи Томаша Юна за сборную Чехии | Матчи Томаша Юна за сборную Чехии |
| --------------------------------- | --------------------------------- | --------------------------------- | --------------------------------- | --------------------------------- | --------------------------------- | --------------------------------- |
| №                                 | Дата                              | Оппонент                          | Счёт                              | Голы                              | Соревнование                      |                                   |
| 1                                 | 17 ноября 2004                    | Македония                         | 2:0                               | -                                 | Отборочный матч ЧМ-2006           |                                   |
| 2                                 | 9 февраля 2005                    | Словения                          | 3:0                               | 1                                 | Товарищеский матч                 |                                   |
| 3                                 | 26 марта 2005                     | Финляндия                         | 4:3                               | -                                 | Отборочный матч ЧМ-2006           |                                   |
| 4                                 | 30 марта 2005                     | Андорра                           | 4:0                               | -                                 | Отборочный матч ЧМ-2006           |                                   |
| 5                                 | 4 июня 2005                       | Андорра                           | 8:1                               | -                                 | Отборочный матч ЧМ-2006           |                                   |
| 6                                 | 17 августа 2005                   | Швеция                            | 1:2                               | -                                 | Товарищеский матч                 |                                   |
| 7                                 | 3 сентября 2005                   | Румыния                           | 0:2                               | -                                 | Отборочный матч ЧМ-2006           |                                   |
| 8                                 | 7 сентября 2005                   | Армения                           | 4:1                               | -                                 | Отборочный матч ЧМ-2006           |                                   |
| 9                                 | 12 октября 2005                   | Финляндия                         | 3:0                               | 1                                 | Отборочный матч ЧМ-2006           |                                   |
| 10                                | 1 марта 2006                      | Турция                            | 2:2                               | -                                 | Товарищеский матч                 |                                   |

### Голы за сборную Чехии
| #   | Дата            | Место                                     | Противник | Счёт | Результат | Соревнование                     |
| --- | --------------- | ----------------------------------------- | --------- | ---- | --------- | -------------------------------- |
| 01. | 9 февраля 2005  | Арена Петрол, Целе, Словения              | Словения  | 0:2  | 0:3       | Товарищеский матч                |
| 02. | 12 октября 2005 | Олимпийский стадион, Хельсинки, Финляндия | Финляндия | 0:1  | 0:3       | Чемпионат мира 2006 квалификация |

## Достижения
Командные
 «Спарта»
- Чемпионат Чехии по футболу — 1999/2000
- Чемпионат Чехии по футболу — 2000/2001
- Чемпионат Чехии по футболу — 2002/2003
- Чемпионат Чехии по футболу — 2004/2005
- Чемпионат Чехии по футболу — 2006/2007
- Обладатель Кубка Чехии — 2004
- Обладатель Кубка Чехии — 2007

 «Бешикташ»
- Обладатель Кубка Турции — 2006
- Обладатель Суперкубка Турции — 2006

 «Теплице»
- Обладатель Кубка Чехии — 2009

 «Аустрия Вена»
- Чемпионат Австрии по футболу — 2012/2013

Международные
 Чехия (до 21)
- Чемпионат Европы по футболу среди молодёжных команд — 2002

Индивидуальные
- Талант года в Чехии — 2004
- Лучший бомбардир Чемпионата Чехии — 2005